# Pabandom iš naujo!
Eurovizija.LT ist der litauische Vorentscheid für den Eurovision Song Contest. Veranstaltet wird die Sendung von der litauischen Rundfunkgesellschaft Lietuvos nacionalinis radijas ir televizija (LRT).

## Geschichte
Nachdem LRT ihren ersten Beitrag bei ihren Teilnahme 1994 noch intern wählte, etablierte der Sender fortan einen eigenen Vorentscheid. Zunächst unter dem Titel Nacionalinė atranka į Euroviziją. Er gilt als der Vorentscheid mit den meisten Teilnehmern und Beiträgen überhaupt. Über die Jahre hinweg wurde allerdings immer wieder das Konzept der Show überarbeitet, so dass sich über die Jahre verschiedene Modi entwickelt haben.

## Modus

### 1999 bis 2008
Unter dem Titel Nacionalinė atranka į Euroviziją fand zwischen 1999 und 2008 der litauische Vorentscheid statt. Bis einschließlich 2002 bestand der Vorentscheid nur aus einer Sendung mit zwölf bis 15 Teilnehmern. 1999 entschied allein eine Jury über den Gewinner. 2002 und 2004 entschieden eine Expertenjury (50 %), die Zuschauer per Televoting (25 %) und die Zuschauer im Austragungsort (25 %) über den Gewinner des Vorentscheides. 2004 fand der Vorentscheid erstmals über mehrere Wochen hinweg statt. Von da an fanden bis 2008 in jedem Jahr mehrere Halbfinals statt. Ihr exakte Anzahl variierte von Jahr zu Jahr. In den Jahren 2004 und 2005 entschieden die Zuschauer, welche Teilnehmer sich für das Finale qualifizierten. Ein Jury verteilte zusätzlich eine Wildcard an diejenigen Interpreten, die sich bisher nicht über das Halbfinale qualifizieren konnten. Im Finale 2004 bestimmten schließlich eine Jury und die Zuschauer zu gleichen Teilen den Gewinner des Vorentscheides. 2005 votierten nur die Zuschauer im Finale. 2006 führte LRT eine Newcomer Heat ein. In jeweils drei Runden hatten acht bis zehn Newcomer die Möglichkeit, sich für das anschließende Viertelfinale zu qualifizieren. Eine Jury und die Zuschauer stimmten in diesen drei Runden ab. Von den 12 Teilnehmern qualifizierten sich sechs für die Halbfinals, in den sie auf etablierte Künstler trafen. In diesen vier Halbfinals qualifizierten sich jeweils vier Interpreten für das Finale. Ein Jury verteilte eine Wildcard an zwei bisher nicht über die Halbfinals qualifizierte Interpreten. Sowohl in den Halbfinals als auch im Finale stimmten nur die Zuschauer per Televoting ab. 2007 wurde die Newcomer Runde auf eine Sendung gekürzt. Stattdessen fand jeweils eine Sendung für weniger etablierte und für etablierte Künstler statt. Die Zuschauer entschieden zu 4/7 und eine Expertenjury zu 3/7 über die Qualifikanten für die beiden anschließenden Halbfinals. Auch dort entschieden beide zu gleichen Teilen über die Gewinner der Halbfinals. Im Finale entschieden in zwei Votingrunden ausschließlich die Zuschauer. 2008 fanden im Vorfeld des Finals nur drei Halbfinals statt. Dort entschied eine Kombination von Jury- und Televoting über die Gewinner. Im Finale stimmten wieder schließlich nur die Zuschauer ab.

### 2009
Unter dem neuen Namen Lietuvos Dainų Daina fand 2009 der Vorentscheid statt. Insgesamt fanden sechs Sendungen statt. In drei Viertelfinalen stellten jeweils zwölf Interpreten ihre Beiträge vor. Von diesen qualifizierten sich sechs für die beiden Halbfinals. Eine Jury bestimmte zusätzlich zwei weitere Teilnehmer. In allen sechs Sendungen wurden die Ergebnisse über ein regionales Televoting ermittelt. Das Televoting von zehn Regionen wurde in Punkte von 1 bis 8, 10 und 12 Punkte(n) umgerechnet.

### 2010 bis 2012
In den Jahren 2010 bis 2012 fand der Vorentscheid unter dem Titel Eurovizija statt. Das Konzept orientierte sich stark an dem von Nacionalinė atranka į Euroviziją. Auf drei Halbfinals aufgeteilt, nahmen elf bis zwölf Interpreten an einem Halbfinale teil. Jeweils drei Beiträge qualifizierten sich für das Finale. Ein Jury wählte im Anschluss drei weitere Interpreten für das Finale aus. In allen Sendungen entschieden eine Jury und die Zuschauer zu gleichen Teilen über die Ergebnisse. 2011 und 2012 fanden zusätzlich im Finale ein Superfinale statt. Drei zuvor durch die Zuschauer ausgewählte Beiträge wurden nun durch eine Expertenjury bewertet. Sie bestimmten schließlich den Gewinner des Eurovizijas.

### 2013 bis 2019
Mit der Namensänderung in Eurovizijos wurden 2013 sogenannte Heats eingeführt. In diesen fünf Heats präsentierten jeweils acht Interpreten ihre Beiträge. Drei von ihnen wurden in die beiden Halbfinals gewählt und drei weitere durch einen Jury. Aus den beiden Halbfinals qualifizierten sich vier Interpreten für das Finale. Aufgrund eines kurzfristigen Rückzugs einer Kandidaten fand das Finale nur mit sieben statt acht Interpreten statt. In allen Sendungen entschied wieder eine Kombination aus Jury- und Televoting über die Ergebnisse. Im Superfinale wählte bestimmte wieder eine Expertenjury den Gewinner des Vorentscheides. 2014 wurde das Format verändert. Der Vorentscheid erstreckte sich über elf Sendungen. 20 Interpreten nahmen diesmal am Wettbewerb teil. In den ersten vier Sendungen präsentierten die Interpreten ausschließlich Coverversionen eines Liedes, das sich auf das Motto der jeweiligen Sendung bezog. In den ersten beiden Sendungen traten die Künstler in Duellen an, sodass nach beiden Sendungen nur zehn Interpreten übrig blieben. Ab der dritten Sendung musste kontinuierlich ein Interpret die Sendung verlassen. Ab der fünften Sendung präsentierten die Künstler ihre potenziellen Beiträge für den Eurovision Song Contest. Im Halbfinale wurde nur über das potenzielle Lied für den ESC abgestimmt. Aus drei potenziellen Titeln konnte ausgewählt. Im Finale gewann dann der Interpret, der die meisten Stimmen im Jury- und Televoting auf sich vereinigen konnte. Eine Kombination aus Jury- und Televoting bestimmte auch die Gewinner der anderen Sendungen der diesjährigen Ausgabe. 2015 hielt der Sender am gleichen Konzept fest. Nur die Anzahl der Sendungen wurde auf acht reduziert und neben einem litauischen Juryvoting auch ein internationales Juryvoting eingeführt. Zwischen 2016 und 2018 wurde das Konzept für den späteren Vorentscheid Pabandom iš naujo etabliert. In sogenannten Heats traten die Interpreten mit ihren Beiträgen an. Aufgrund der hohen Anzahl an Teilnehmern fanden 2017 gar bis zu acht Heats statt. 2018 und 2019 fanden zusätzlich zwei Halbfinals statt.

### 2020 bis 2023
Unter dem Titel Pabandom iš naujo fand zwischen 2020 und 2023 der Vorentscheid statt. Am Konzept mit Heats und Halbfinals wurde festgehalten, aufgrund der verringerten Teilnehmerzahl fanden jedoch nur noch drei Heats statt. Angelehnt an das Jury-Konzept des Eurovision Song Contests, kommentierten die Jurys die Auftritte während der Sendungen fortan nicht mehr. Stattdessen sahen sie sich die Auftritte in einem anderen Raum an. Auch das Zuschauervoting war nicht mehr während der Sendung zu sehen, sondern wurde erst am Ende der Sendung veröffentlicht. Es war ebenfalls nicht mehr möglich, mit zwei Liedern gleichzeitig am Wettbewerb teilzunehmen.

### 2024
Am 18. Oktober 2023 gab LRT erneut eine Umgestaltung des litauischen Vorentscheides bekannt. Künftig soll der litauische Vertreter für den Eurovision Song Contest über mehrere Halbfinals und ein Finale ausgewählt werden. Dabei besteht die Wertung der Beiträge in den Halbfinals wie gewohnt jeweils zu 50 % aus einem Jury- und einem Televoting. Im Gegensatz zu den Vorjahren soll jedoch ausschließlich das Televoting über den Sieger des Finales entschieden. Zudem wurde der Vorentscheid in Eurovizija.LT umbenannt.

## Bisherige Gewinner
| Jahr | Teilnehmer | Interpret                       | Lied Musik (M) und Text (T) |
| ---- | ---------- | ------------------------------- | --- |
| 1999 | 12         | Aistė                           | Strazdas M: Linas Rimša; T: Sigitas Geda |
| 2001 | 15         | Skamp                           | You Got Style M: Viktoras Diawara, Vilius Alesius; T: Erica Quinn Jennings, Vilius Alesius, Viktoras Diawara                                                  |
| 2002 | 15         | Aivaras                         | Happy You M/T: Aivaras Stepukonis |
| 2004 | 52         | Linas & Simona                  | What’s Happened to Your Love? M: Michalis Antonius, Linas Adomatis; T: Camden MS                                                                              |
| 2005 | 49         | Laura & the Lovers              | Little by Little M: Bobby Ljunggren; T: William Butt |
| 2006 | 40         | LT United                       | We Are the Winners M: Andrius Mamontovas, Saulius Urbonavičius; Andrius Mamontovas, Viktoras Diawara                                                          |
| 2007 | 35         | 4 Fun                           | Love or Leave M/T: Julija Ritčik |
| 2008 | 32         | Jeronimas Milius                | Nomads In The Night M: Vytautas Diškevičius; T: Jeronimas Milius                                                                                              |
| 2009 | 36         | Sasha Son                       | Love M/T: Dmitrij Šavrov (Sasha Son) |
| 2010 | 34         | InCulto                         | Eastern European Funk M/T: InCulto |
| 2011 | 40         | Evelina Sašenko                 | C’est ma vie M: Paulius Zdanavičius; T: Andrius Kairys |
| 2012 | 36         | Donny Montell                   | Love Is Blind M: Brandon Stone; T: Brandon Stone, Jodie Rose                                                                                                  |
| 2013 | 39         | Andrius Pojavis                 | Something M/T: Andrius Pojavis |
| 2014 | 20         | Vilija Matačiūnaitė             | Attention M: Viktoras Vaupšas; T: Vilija Matačiūnaitė |
| 2015 | 12         | Monika Linkytė & Vaidas Baumila | This Time M: Vytautas Bikus; T: Monika Liubinaitė |
| 2016 | 28         | Donny Montell                   | I’ve Been Waiting for This Night M/T: Jonas Thander, Beatrice Robertsson                                                                                      |
| 2017 | 49         | Fusedmarc                       | Rain Of Revolution M: Viktorija Ivanovskaja, Denis Zujev, Michail Levin; T: Denis Zujev, Michail Levin                                                        |
| 2018 | 50         | Ieva Zasimauskaitė              | When We’re Old M/T: Vytautas Bikus |
| 2019 | 49         | Jurij Veklenko                  | Run With The Lions M/T: Ashley Hicklin, Eric Lumiere, Pele Loriano                                                                                            |
| 2020 | 36         | The Roop                        | On Fire M: Vaidotas Valiukevičius, Robertas Baranauskas, Mantas Banišauskas; T: Vaidotas Valiukevičius                                                        |
| 2021 | 21         | The Roop                        | Discoteque M: Vaidotas Valiukevičius, Robertas Baranauskas, Mantas Banišauskas, Ilkka Wirtanen; T: Vaidotas Valiukevičius, Mantas Banišauskas, Kalle Lindroth |
| 2022 | 34         | Monika Liu                      | Sentimentai M/T: Monika Liubinaitė |
| 2023 | 30         | Monika Linkytė                  | Stay M/T: Monika Linkytė, Chris Noah |

## Austragungsorte

### Finale

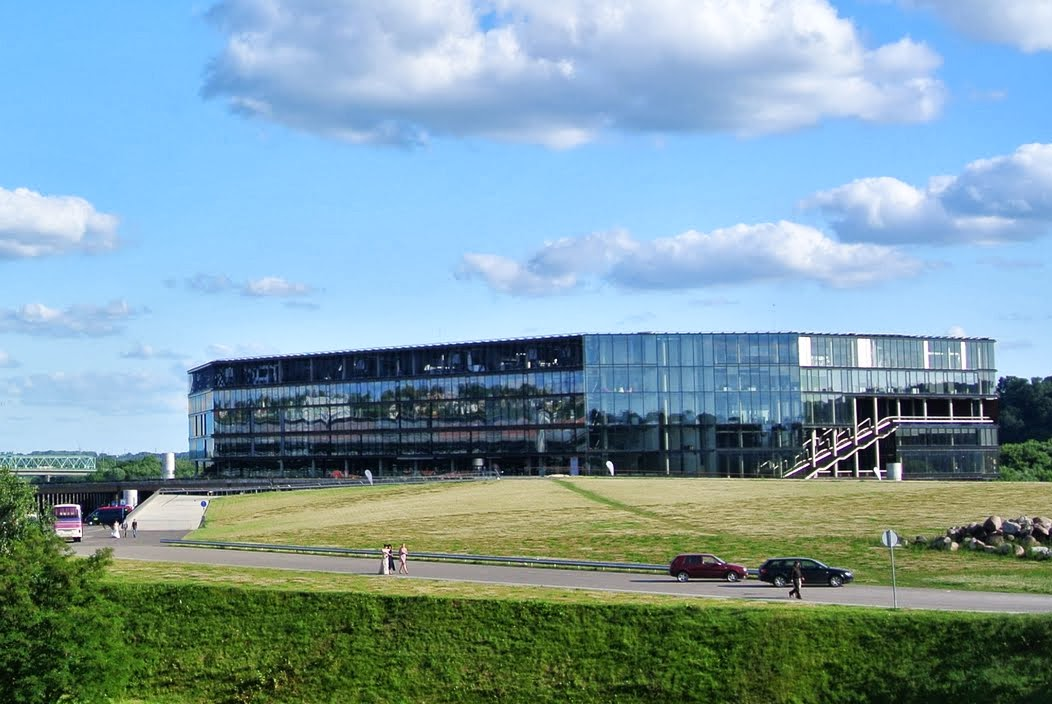
Die Žalgirio Arena, in der 2018 und zuletzt 2020 das Finale stattfand.

| Anzahl | Stadt    | Austragungsort                                | Jahr                                                              |
| ------ | -------- | --------------------------------------------- | ----------------------------------------------------------------- |
| 16     | Vilnius  | LRT-Studios Sportpalast Vilnius Siemens Arena | 1999, 2007–2008, 2010–2016, 2019, 2021, 2022, 2023 2001–2002 2006 |
| 04     | Kaunas   | Sporthalle Kaunas Žalgirio Arena              | 2004–2005 2018, 2020                                              |
| 01     | Klaipėda | Švyturio Arena                                | 2017                                                              |